# Glenburn (Dakota del Nord)
Glenburn és una població dels Estats Units a l'estat de Dakota del Nord. Segons el cens del 2000 tenia 374 habitants.

## Demografia
Segons el cens del 2000, Glenburn tenia 374 habitants, 150 habitatges, i 102 famílies. La densitat de població era de 555,4 hab./km².
Dels 150 habitatges en un 36,7% hi vivien nens de menys de 18 anys, en un 57,3% hi vivien parelles casades, en un 7,3% dones solteres, i en un 32% no eren unitats familiars. En el 27,3% dels habitatges hi vivien persones soles el 8% de les quals corresponia a persones de 65 anys o més que vivien soles. El nombre mitjà de persones vivint en cada habitatge era de 2,49 i el nombre mitjà de persones que vivien en cada família era de 3,08.
Per edats la població es repartia de la següent manera: un 28,6% tenia menys de 18 anys, un 8,3% entre 18 i 24, un 33,2% entre 25 i 44, un 21,1% de 45 a 60 i un 8,8% 65 anys o més.
L'edat mediana era de 34 anys. Per cada 100 dones de 18 o més anys hi havia 110,2 homes.
La renda mediana per habitatge era de 34.375 $ i la renda mediana per família de 39.375 $. Els homes tenien una renda mediana de 25.625 $ mentre que les dones 19.000 $. La renda per capita de la població era de 17.734 $. Entorn del 8,4% de les famílies i l'11,7% de la població estaven per davall del llindar de pobresa.

## Poblacions més properes
El següent diagrama mostra les poblacions més properes.